# Галбадрахын Отгонцэцэг
Галбадрахын Отгонцэцэг (род. 25 января 1992, Улан-Батор) — монгольская дзюдоистка, выступавшая также за Казахстан. Чемпионка Азии (2016), бронзовый призёр Олимпийских Игр в Рио-де-Жанейро 2016.

## Биография
Отгонцэцэг родилась 25 января 1992 года в столице Монголии — Улан-Баторе. С самого начала профессиональной карьеры выступает в весовой категории до 48 кг. Имела за плечами следующие достижения: бронзовая (2011) и серебряная (2012) призёрка Кубка Мира, двукратная серебряная призёрка этапов «Большого Шлема» (2013), серебряная призёрка открытого Кубка Европы (2013), пятикратная бронзовая призёрка этапов Гран-при (2012 — 1, 2014 — 4), серебряная призёрка (2013) и победительница Гран-при (2014, Астана). Участница двух взрослых чемпионатов мира (2013, 2014).
Однако на родине она имела в своём весе 48 кг серьёзную конкурентку Мунхбатын Уранцэцэг, которой постоянно проигрывала и уступала путёвки на самые важные соревнования. Поэтому с января 2015 года она приняла гражданство Казахстана. Но Международная федерация дзюдо в связи с этим переходом сняла все ранее заработанные очки с теперь уже казахстанской дзюдоистки. Однако Отгонцэцэг стала быстро набирать свой рейтинг, чтобы попасть на Олимпиаду в Рио-де-Жанейро. Она дважды выиграла бронзовые медали на этапах Мирового Гран-При по дзюдо в Ташкенте и китайском Циндао, а затем победила на этапе Гран-при в Южной Корее, а затем наконец взяла реванш у монголки Мунхбатын Уранцэцэг в феврале 2016 года, выиграв у ней в финале этапа «Большого шлема» в Париже (Франция). Эти успехи позволили ей выступить на Олимпиаде в Рио-де-Жанейро-2016. По ходу олимпийского турнира в весовой категории до 48 кг Галбадрахын только по штрафным очкам смогла победить представительницу Гвинеи-Бисау Тасиану Лиму, а в четвертьфинале уступила японке Ами Кондо. В утешительном турнире казахстанская дзюдоистка одержала две досрочные победы над венгеркой Эвой Черновицкой и кубинкой Местре Альварес и стала бронзовым призёром Игр.
Достижения Отгонцэцэг на трёхлетнем казахстанском отрезке её карьеры (25 медалей на 20 сентября 2018) вдвое крупнее, чем на монгольском (12 медалей). Только в 2016 году она выиграла 10 медалей в 10 крупных международных соревнованиях. Вот полный список её достижений: четырёхкратная победительница этапов Мирового Гран-при (2015, 2016, 2017 годы), четырёхкратная серебряная призёрка этапов Мирового Гран-при (2016, 2017, 2019 годы), четырёхкратная бронзовая призёрка этапов Мирового Гран-при (2015, 2016 и 2018 годы), трёхкратная бронзовая призёрка этапов «Большого шлема» (2016, 2017 годы), двукратная победительница этапов «Большого шлема» (2016 год), чемпионка Азии (2016 год, Ташкент), бронзовая призёрка Олимпиады в Рио-де-Жанейро (2016 год), серебряная призёрка чемпионата Азии (2017 год, Гонконг), бронзовая призёрка Всемирной универсиады (2017 год, Тайбэй), бронзовая призёрка чемпионата мира (2017 год, Будапешт), бронзовая призёрка этапа Кубка Европы (2018 год, Мадрид), бронзовая призёрка Летних Азиатских игр (2018, Джакарта) и, наконец, бронзовая медалистка чемпионата мира (2018, Баку).
В феврале 2019 года завоевала бронзу международного турнира по дзюдо Grand Slam (Большой шлем) в Париже, в апреле на чемпионате Азии в Фуджейре (ОАЭ) взяла серебряную медаль, в июле в 6-й раз выиграла «золото» мирового этапа Гран-при в Загребе (Хорватия).